# Polska Liga Wojenna Walki Czynnej

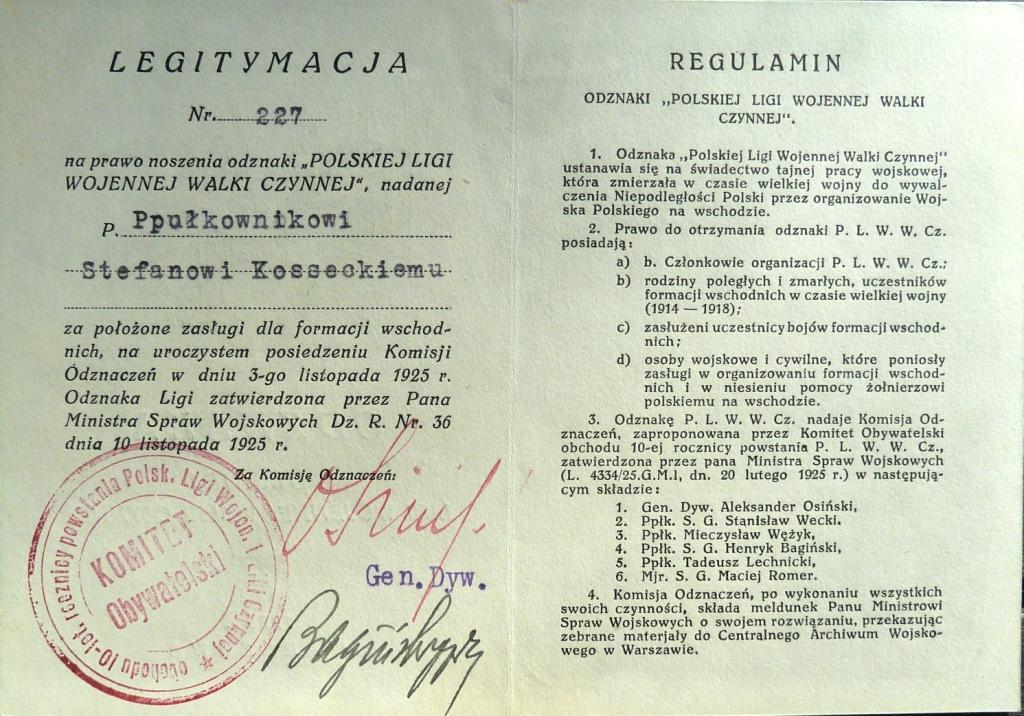
Legitymacja odznaki Polskiej Ligi Wojennej Walki Czynnej

Polska Liga Wojenna Walki Czynnej – polska organizacja wojskowa o nastawieniu antybolszewickim, założona w Kijowie w kwietniu 1917 roku przez Henryka Bagińskiego i kilku członków galicyjskiej organizacji Armia Polska i  Polskie Drużyny Strzeleckie. Utworzenie jej było reakcją na destrukcyjną działalność polskich bolszewików w Dywizji Strzelców Polskich. Celem Ligi było sformowanie w Rosji silnego wojska polskiego oraz stworzenie własnej siły zbrojnej jako środka
gwarantującego uchwycenie władzy w kraju.
Jej członkowie w I Korpusie Polskim w Rosji oddali się pracy werbunkowej i kulturalno-oświatowej wśród otoczenia rosyjskiego. W obliczu zorganizowania I Korpusu Polskiego w Rosji, rozwiązana została na zjeździe delegatów w Mińsku w grudniu 1917 roku.
10 listopada 1925 minister spraw wojskowych rozkazem G. M. 26777.I zatwierdził wzór odznaki Polskiej Ligi Wojennej Walki Czynnej.